# Sphaeroma venustissimum
Sphaeroma venustissimum är en kräftdjursart som beskrevs av Théodore Monod 1931. Sphaeroma venustissimum ingår i släktet Sphaeroma och familjen klotkräftor. Inga underarter finns listade i Catalogue of Life.